# Mårbacka
Mårbacka es una casa de campo señorial ubicada en la municipalidad de Sunne, provincia de Värmland, Suecia.
Es conocida por ser el lugar de nacimiento de la escritora sueca Selma Lagerlöf.
Fue diseñada por el arquitecto Isak Gustaf Clason a solicitud de Selma Lagerlöf, y construida entre los años 1921 y 1923.

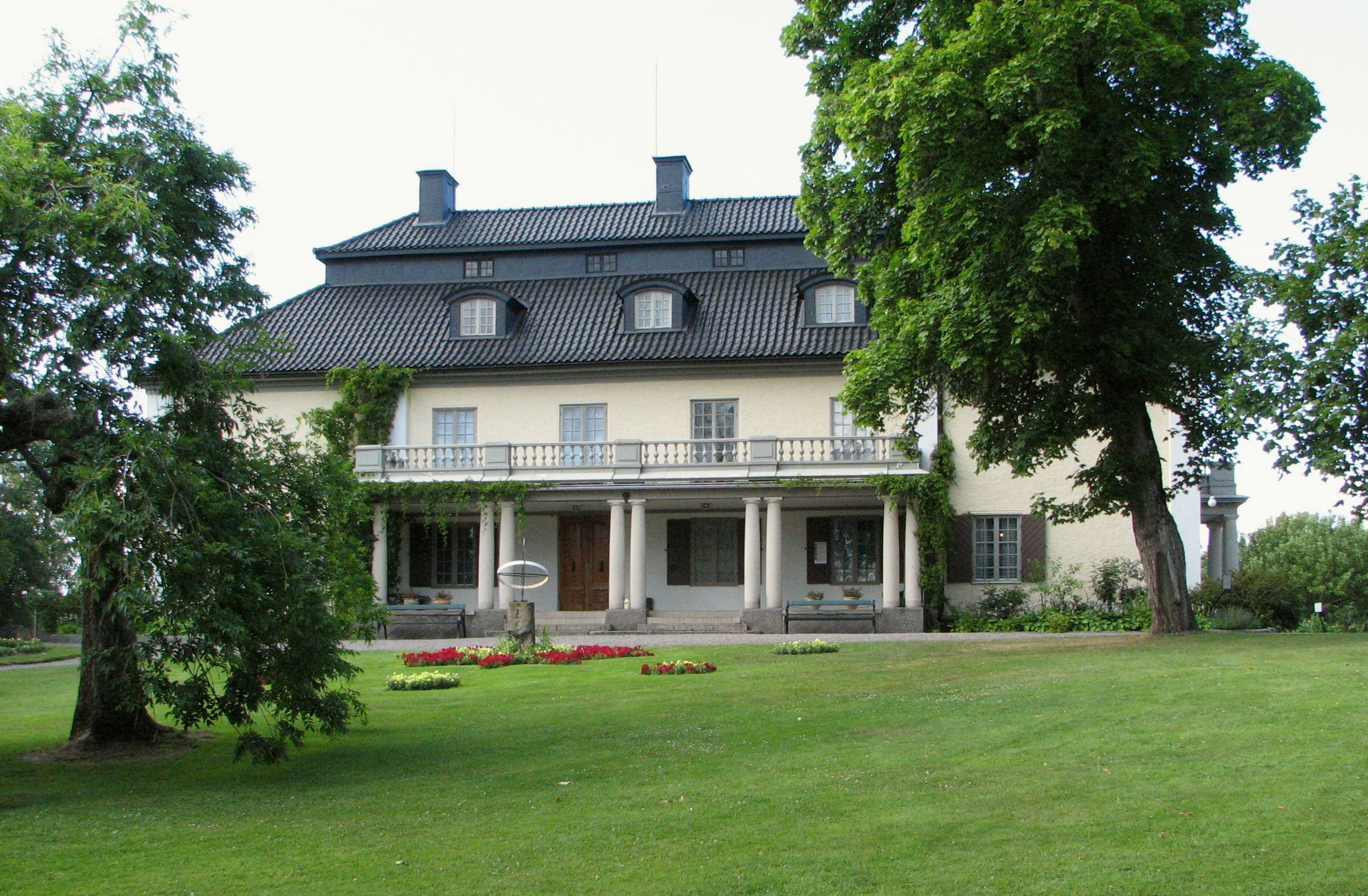
Fachada de la mansión.

El nombre se puede traducir como “La colina de los geranios”, debido a la abundancia de estos en el lugar. Perteneció a la familia Lagerlöf posiblemente desde el siglo XVII, cuando aparece registrado en los archivos eclesiales, el primer miembro de la familia.
La propiedad fue vendida por razones económicas en 1880 y comprada nuevamente en 1907 por Selma Lagerlöf. 
La actual mansión fue edificada sobre la antigua casa construida alrededor de 1800, que había sido el lugar de nacimiento de la escritora y en la cual vivió sus primeros 24 años. 
La única parte que queda de la antigua propiedad, es hoy la tienda de libros y el local de exhibiciones. La mansión también cuenta con un café y un jardín conmemorativo.
Selma Lagerlöf escribió en su testamento que el lugar debe estar abierto para el público y debe ser mantenido tal como estaba al momento de su muerte.